# Quinta del Buitre
La Quinta del Buitre (hrvatski: Strvinarova kohorta) legendarna je generacija madridskog Reala koja je harala 1980-ih godina. Ime je dobila po najkarizmatičnijem članu ove generacije, Emiliu Butragueñu koji je imao nadimak El Buitre (hrv. Sup). Ostali članovi bili su Manolo Sanchís, Rafael Martín Vázquez, Miguel Pardeza i Michel.
Sanchís i Vázquez su prvi debitirali za Real. Bilo je to na gostovanju kod Murcije 4. prosinca 1983. Oba su se iskazala, a Sanchís je čak i dao pobjednički pogodak. Nekoliko mjeseci kasnije, točnije 5. veljače 1984. debitirao je i Butragueño, koji je još više iznenadio te Cádizu zabio dva pogotka. Pardeza je debitirao također 1984., a Michel početkom iduće sezone.
Quinta je već 1986. spala na četiri igrača jer se Pardeza priključio Zaragozi. Real je u drugoj polovici '80.-ih imao jednu od najboljih europskih momčadi koja je dva puta osvajala Kup UEFA i pet puta zaredom španjolsko prvenstvo. Jedino što nisu uspjeli osvojiti bila je Liga prvaka. 
Pošto su svih pet igrača bili Španjolci, igrali su u nacionalnoj izabranoj vrsti. 
Vázquez 1990. odlazi u Torino, ali se vraća nakon dvije sezone. Uskoro opet odlazi iz Reala u Deportivo iz La Coruñe 1995. godine. Butragueño napušta Real 1995., a Michel 1996. Tako se raspala Realova legendarna postava. Sanchís je jedini igrač od Quinte da nije igrao nigdje osim Reala. Njemu za rukom uspjeva da osvoji Ligu prvaka s Realom. Bilo je to 1998. i 2000. On je 2001. godine otišao u mirovinu kao jedini aktivni član Quinte.
Za razliku od mnogo skupljih, a i po imenima jačih Galácticosa, Quinta je bila uspješnija u domaćem prvenstvu jer su 
Galácticosi samo dva puta osvajali Primeru, no oni su tri puta osvajali najjače natjecanje Starog kontinenta. Od ova se tri može prigovoriti za ono prvo, osvojeno 1998., jer tada u momčadi Reala nije igrao Luís Figo. Real je za vrijeme Quinte dobio svoj današnji stil igranja, visoki tempo, atraktivnost i agresivnost, na čemu su im mnogi prigovarali.
Razdoblje Quinte vrlo se rado uspoređuje s današnjom erom novih Galácticosa predvođenih trenerom Joseom Mourinhom. Dok je Quinta (također i prije Yé-yé) prakticirala tim s domaćim igračima, Galacticosi se baziraju na stranim i igračima zvučnog imena. To je dovelo da podrška Realu nije ista kao u osamdesetima ili šezdesetima, ali opet navijači Reala vole sjediti na stadionu i uživati u partijama svojih "zvijezda".

## Vanjske poveznice
- Se cumplen 25 años de La Quinta del Buitre - Web oficial del Real Madrid
- Una generación salida del planter que cambió la historia para el madridismo y les devolvió la ilusión - Cadena Ser  Arhivirana inačica izvorne stranice od 14. travnja 2010. (Wayback Machine)